# Celeste (actriz porno)
Celeste (Stillwater, Minnesota; 3 de mayo de 1972) es una actriz pornográfica estadounidense que apareció en algo más de 200 películas desde 1992 a 2003, llegando a ser una Chica Vivid desde 1992 a 1995.
Según el director pornográfico, John Stagliano, en sus inicios actuó en una escena para el antes de su operación de rinoplastia y aumento de pechos
Celeste se casó con su compañero el actor Woody Long, y posteriormente tuvo un hijo con el director porno, Paul Norman.

## Premios
- 1995: Premio XRCO a la "Mejor escena Chica-Chica" en The Dinner Party[5]
- 1995: Premio AVN a la "Mejor escena Solo Chicas" en The Dinner Party[6]
- 1996: Premio AVN a la "Mejor escena de grupo" en Borderline (Orgía Final)[7]
- 1996: "Mejor actriz del año" - Adam Film World Readers Poll